# Steve Clemente

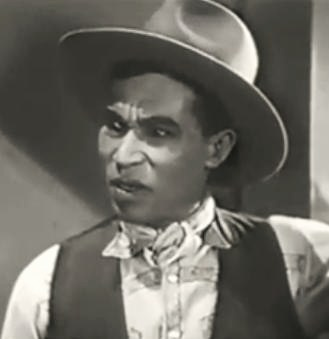
Steve Clemente in una scena del film L'omicidio nel museo

Steve Clemente, nato Esteban Clemento Morro (Tonichi, 22 novembre 1882 – Los Angeles, 7 maggio 1950), è stato un attore statunitense.

## Filmografia
La filmografia - basata su IMDb - è completa.
- L'uomo segreto (The Secret Man), regia di John Ford (1917)
- La goccia scarlatta (The Scarlet Drop), regia di John Ford (1918)
- Indemoniato (Hell Bent), regia di John Ford (1918)
- Lightning Bryce, regia di Paul Hurst (1919)
- The Arizona Cat Claw
- The Girl Who Dared, regia di Clifford Smith (1920)
- Thunderbolt Jack
- Cyclone Bliss
- Outlawed
- A colpo sicuro (Sure Fire) , regia di John Ford (1921)
- The Double O, regia di Roy Clements (1921)
- Two-Fisted Jefferson, regia di Roy Clements (1922)
- The Forbidden Trail, regia di Robert N. Bradbury (1923)
- Crashin' Through
- Fast and Fearless
- Trigger Fingers, regia di B. Reeves Eason (1924)
- The Rainbow Trail, regia di Lynn Reynolds (1925)
- Chip of the Flying U, regia di Lynn Reynolds (1926)
- The Combat, regia di Lynn Reynolds (1926)
- Davy Crockett at the Fall of the Alamo, regia di Robert North Bradbury (Robert N. Bradbury) (1926)
- Riding Romance
- La tentatrice
- The Sideshow
- Wings of Adventure
- Lariats and Six-Shooters
- The Lightning Warrior
- 45 Calibre Echo
- Riders of the Desert
- La fattoria del mistero
- Guns for Hire
- La pericolosa partita (The Most Dangerous Game), regia di Irving Pichel e Ernest B. Schoedsack (1932)
- La maschera di Fu Manciu (The Mask of Fu Manchu), regia di Charles Brabin e Charles Vidor (1932)
- Tex Takes a Holiday
- Clancy of the Mounted
- King Kong, regia di Merian C. Cooper e Ernest B. Schoedsack (1933)
- The Gallant Fool
- Il re dell'arena
- Il figlio di King Kong (The Son of Kong), regia di Ernest B. Schoedsack (1933)
- The Fighting Ranger, regia di George B. Seitz (1934)
- Viva Villa!, regia di Jack Conway (1934)
- The Murder in the Museum
- Range Riders
- Fighting Through, regia di Harry L. Fraser (1934)
- Il tesoro dei faraoni
- Five Bad Men
- Sotto due bandiere (Under Two Flags), regia di Frank Lloyd (1936)
- White Fang, regia di David Butler
- The Vigilantes Are Coming
- The Sunday Round-Up
- Il fantasma di Santa Fe (1936)
- Land Beyond the Law
- Giustizia per gli indios (Hills of Old Wyoming), regia di Nate Watt (1937)
- It Happened Out West, regia di Howard Bretherton (1937)
- Un'avventura hawaiana
- Arrest Bulldog Drummond
- Ombre rosse (Stagecoach), regia di John Ford (1939)
- Mad Youth
- Adventures of Captain Marvel, regia di John English e William Witney (1941)
- Sing Your Worries Away
- Perils of Nyoka
- Anche i boia muoiono (Hangmen Also Die), regia di Fritz Lang (1943)

## Galleria fotografica sulle locandine

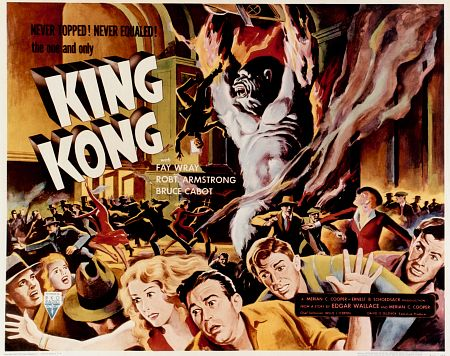
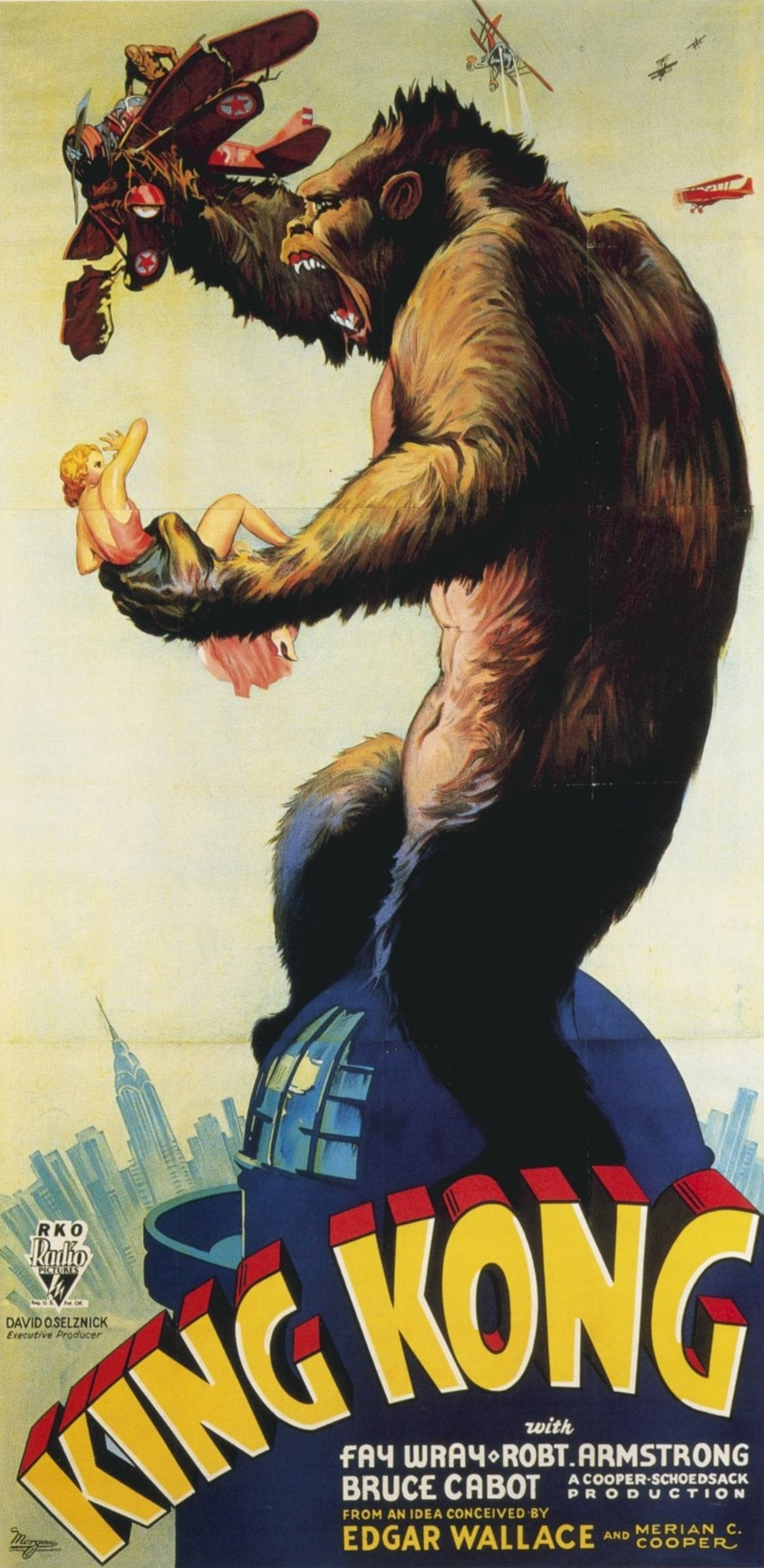
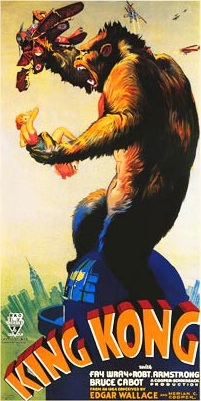
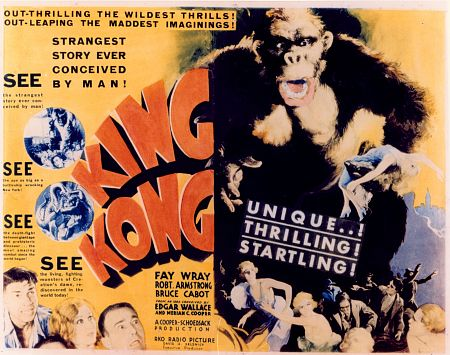